# Mirjam Stolk

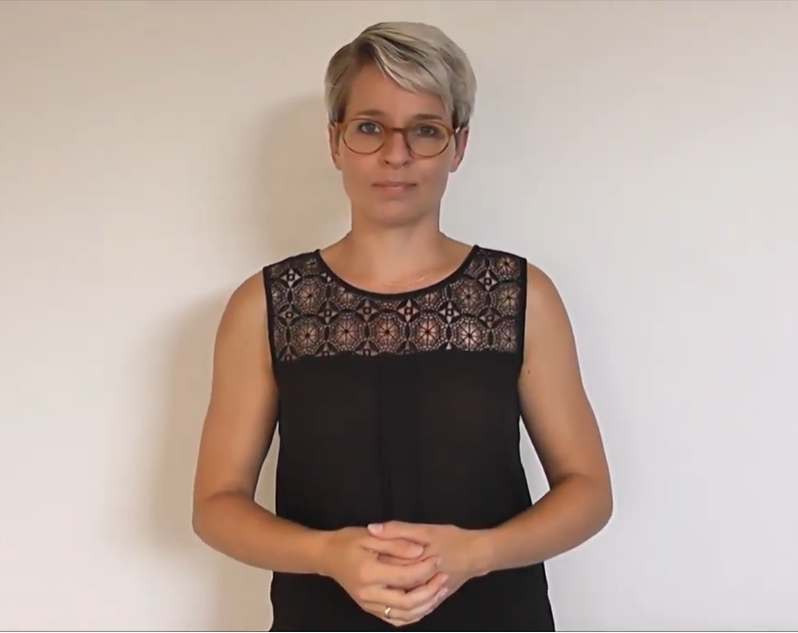
Mirjam Stolk in 2018

Mirjam Stolk (Zuid-Beijerland, 1983) is een Nederlandse tolk Nederlandse Gebarentaal en is gespecialiseerd in het tolken van muziek.

## Biografie
Sinds haar jeugd is Stolk lid van een muziekvereniging. Na het voltooien van het vwo volgde ze aan het Instituut voor Gebaren, Taal & Dovenstudies van de Hogeschool Utrecht de vierjarige hbo-opleiding tot gebarentolk die ze in 2005 voltooide.

## Carrière
In 2007 verkreeg Stolk landelijke bekendheid toen zij in het televisieprogramma Mooi! Weer De Leeuw het nummer Blijf tot de zon je komt halen vol passie vertolkte. In november 2007 mocht Stolk tijdens de Symphonica in Rosso van Paul de Leeuw op vijf avonden muziek vertolken. In 2011 was ze te zien als signdancer in de videoclip Kabalis van Jurk! naast Jeroen van Koningsbrugge en Dennis van de Ven, en traden dat jaar samen eveneens op samen op in PAU!L en in Paradiso.
In april 2014 was Stolk te gast bij De Wereld Draait Door waar ze samen met Rosanna Demkes en Hanneke de Raaff te gast was over muziektolken en waar ze op de muziek van I Am Aisha het nummer muziektolkte.
Tijdens verschillende festivals was Stolk aanwezig om de live-optredens te vertalen.
In 2020 was ze te zien in Ik hou van Holland waarin ze liederen muziektolkte waarbij de teams moesten raden om welke nummer het gaat. In 2020 en 2021 was ze samen met Hanneke de Raaff te zien tijdens de rechtstreekse televisie registratie van de radio uitzending van de NPO Radio 2 Top 2000 van de Nederlandse publieke radiozender NPO Radio 2, waar ze elke dag een uur lang de muziek muziektolkten.

## Eurovisiesongfestival
In 2017 werd Stolk gevraagd om het nummer Lights and shadows van OG3NE, de Nederlandse inzending voor het Eurovisiesongfestival van 2017, te muziektolken. In 2018 werd ze door de AVROTROS gevraagd om het nummer Outlaw in 'em van Waylon, Nederlandse inzending voor het Eurovisiesongfestival van 2018, te muziektolken. In 2019 werd het Getolkte Songfestival uitgezonden op NPO 1 Extra waarin Stolk te zien was. De uitzending werd door 262.000 mensen bekeken.
In 2021 werden alle 39 inzendingen voor het Eurovisiesongfestival vertolkt door muziektolken en te bekijken op YouTube.

### Europapa
Nadat Joost Klein op 29 februari 2024 het nummer Europapa uitbracht, bracht Stolk op 1 maart haar versie van het nummer voor doven en slechthorenden uit op YouTube en ging viral. Haar vertolking haalde ook in het buitenland het nieuws.